# Peloponeška zveza
Peloponeška zveza je bila zveza starogrških mestnih držav, v kateri je prevladovala Šparta in ki je imela središče na Peloponezu ter je trajala približno od leta 550 do 366 pr. n. št. Znana je predvsem po tem, da je bila ena od dveh tekmecev v peloponeški vojni (431–404 pr. n. št.) proti Delsko-atiški zvezi, v kateri so prevladovale Atene.

## Ime
Peloponeška zveza je sodobno ime za špartanski sistem zavezništev, ki pa je netočno, saj so bili člani tudi zunaj Peloponeza (npr. v Beociji in Fokidi) in to ni bila prava zveza. Starodavno ime zveze je bilo »Lakedajmonci in njihovi zavezniki«. Tudi to je zavajajoče, saj je Šparta lahko imela zaveznike zunaj Peloponeške zveze.